# Schön Szabolcs
Schön Szabolcs (Budapest, 2000. szeptember 27. –) magyar válogatott labdarúgó, az angol harmadosztályú Bolton Wanderers középpályása.

## Pályafutása

### Klubcsapatokban
Schön Szabolcs a Budapest Honvéd akadémiáján, a Magyar Futball Akadémián nevelkedett, majd 2015 decemberében, az U16-os korosztály játékosaként Pisont Patrikkal és Szerető Krisztoferrel együtt próbajátékra utazott a holland rekordbajnok Ajaxhoz. A következő évben jórészt a Honvéd U17-es vagy U19-es csapatában lépett pályára, de egy nyári felkészülési mérkőzésen a Diósgyőri VTK ellen lehetőséget kapott a felnőtt csapatban is.
2017 januárjában vált hivatalossá, hogy – bár az angol Chelsea is szerződtette volna – Schön az MTK-ban nevelkedett Horváth Milán Olivérrel együtt két és féléves szerződést kötött az Ajax Amszterdam csapatával. Kezdetben az Ajax U17-es csapatában kapott játéklehetőséget, ahol még ugyanabban a hónapban bemutatkozhatott; Gery Vink vezetőedző kezdőként számított rá a Genk elleni felkészülési mérkőzésen, ahol Schön gólt lőtt és gólpasszt adott. 2017 áprilisában tagja volt az amszterdami klub utánpótlás együttesének, amely megnyerte a Future Cup elnevezésű, nemzetközi labdarúgótornát. A tornán mind a négy találkozón pályára lépett. Teljesítményével hamar felhívta magára a szakemberek figyelmét, egy augusztusi felmérést követően a holland klub utánpótlásának húsz legnagyobb tehetsége közé sorolták, kiemelve gyorsaságát és cselezőkészségét, miközben pályára léphetett az UEFA U-19-es Bajnokok Ligájában is. 2019 januárjában közös megegyezéssel felbontották a szerződését a holland csapatnál.

#### MTK
2019. február 4-én aláírt az MTK-hoz. A szezon végén az MTK kiesett az élvonalból. A 2019-2020-as, a koronavírus-járvány miatt félbeszakított idényben tizenhét bajnoki lépett pályára és négy gólt lőtt a másodosztályból első helyezettként visszajutó budapesti csapatban, amely 2020 júliusában 2024 nyaráig meghosszabbította a szerződését.
A 2020–21-es bajnokság 3. fordulójában, a DVTK elleni 1–1-es döntetlen alkalmával megszerezte első gólját a magyar élvonalban. A fővárosi csapat színeiben a másodosztályban tizenhét mérkőzésen négyszer, az élvonalban huszonhét bajnokin kilencszer volt eredményes.

#### FC Dallas
2021 áprilisában az MTK hivatalos honlapján jelentettebe, hogy a következő hónaptól Schön az MLS-ben szereplő FC Dallas csapatában folytatja pályafutását.
Új csapatában május 8-án, az MLS alapszakaszának negyedik fordulójában mutatkozott be, a Houston Dynamo elleni 1–1-es döntetlen alkalmával csereként beállva. Kezdőként először július 25-én, a Los Angeles Galaxy elleni 4–0-s győzelem során kapott lehetőséget, és gólpasszt jegyzett a mérkőzésen. Augusztus 8-án két gólpasszt adott az Austin FC ellen 2–0-ra megnyert mérkőzésen. Másfél évig volt a csapat tagja,  az amerikai élvonalban 26 mérkőzésen 7 gólpasszt adott.

#### Fehérvár
2022. augusztus végén igazolt a Fehérvárhoz, a szerződése 2025. június 30-ig szól. November 13-án a Kisvárda ellen 4–1-re megnyert hazai mérkőzésen duplázott, megszerezte első góljait a Vidi színeiben.

### Bolton Wanderers
2024. augusztus 2-án a League One-ban szereplő Bolton Wanderers szerződtette. Augusztus 10-én mutatkozott be a bajnokságban. Szeptember 4-én a Barrow AFC elleni EFL Trophy-találkozóján gólpasszt adott csapata győztes gólja előtt. Október 1-jén, a Northampton ellen idegenben 4–2-re megnyert bajnokin szintén gólpasszt jegyzett.

### A válogatottban
2016 augusztusában az U17-es válogatott tagjaként a Telki-kupán vett részt, ahol ő lett a gólkirály. Tagja volt a 2017-es U17-es labdarúgó-Európa-bajnokságra kijutott magyar csapatnak, mellyel a tornán a negyeddöntőig jutott.
A 2021-es U21-es labdarúgó-Európa-bajnokság márciusi csoportmérkőzésein a kerethirdetést megelőzően produkált pozitív koronavírus-tesztje miatt nem vehetett részt.
2021 májusában meghívót kapott Marco Rossi szövetségi kapitánytól az Európa-bajnokságra készülő magyar válogatott 30-as bő keretébe, majd bekerült a kontinenstornán résztvevő 26 fős keretbe is.
A portugálok elleni, 3–0-ra elveszített első csoportmérkőzésen csereként beállva gólt szerzett még gólnélküli állásnál, azonban találatát les miatt nem adták meg. A kontinenstornán két találkozón lépett pályára, összesen 28 percet játszott.

## Statisztika

### Klubcsapatokban
2025. május 3-i állapot szerint.
| Klub             | Szezon         | Bajnokság      | Bajnokság | Bajnokság | Kupa  | Kupa  | Nemzetközi | Nemzetközi | Egyéb | Egyéb | Összesen | Összesen |
| Klub             | Szezon         | Bajnokság      | Mérk.     | Gólok     | Mérk. | Gólok | Mérk.      | Gólok      | Mérk. | Gólok | Mérk.    | Gólok    |
| ---------------- | -------------- | -------------- | --------- | --------- | ----- | ----- | ---------- | ---------- | ----- | ----- | -------- | -------- |
| Jong Ajax        | 2018–19        | Eerste Divisie | 1         | 0         | —     | —     | —          | —          | —     | —     | 1        | 0        |
| Jong Ajax        | Összesen       | Összesen       | 1         | 0         | —     | —     | —          | —          | —     | —     | 1        | 0        |
| MTK Budapest     | 2018–19        | NB I           | 5         | 0         | —     | —     | —          | —          | —     | —     | 5        | 0        |
| MTK Budapest     | 2019–20        | NB II          | 17        | 4         | 7     | 1     | —          | —          | —     | —     | 24       | 5        |
| MTK Budapest     | 2020–21        | NB I           | 27        | 9         | 6     | 2     | —          | —          | —     | —     | 33       | 11       |
| MTK Budapest     | Összesen       | Összesen       | 49        | 13        | 13    | 3     | —          | —          | —     | —     | 62       | 16       |
| FC Dallas        | 2021           | MLS            | 24        | 0         | 2     | 0     | —          | —          | —     | —     | 26       | 0        |
| FC Dallas        | Összesen       | Összesen       | 24        | 0         | 2     | 0     | —          | —          | —     | —     | 26       | 0        |
| Fehérvár         | 2022–23        | NB I           | 21        | 4         | 1     | 0     | —          | —          | —     | —     | 22       | 4        |
| Fehérvár         | 2023–24        | NB I           | 31        | 0         | 1     | 0     | —          | —          | —     | —     | 32       | 0        |
| Fehérvár         | 2024–25        | NB I           | 1         | 0         | —     | —     | 2          | 0          | —     | —     | 3        | 0        |
| Fehérvár         | Összesen       | Összesen       | 53        | 4         | 2     | 0     | 2          | 0          | —     | —     | 57       | 4        |
| Bolton Wanderers | 2024–25        | League One     | 39        | 1         | 1     | 0     | —          | —          | 3     | 0     | 43       | 1        |
| Bolton Wanderers | Összesen       | Összesen       | 39        | 1         | 1     | 0     | —          | —          | 3     | 0     | 43       | 1        |
| Teljes karrier   | Teljes karrier | Teljes karrier | 166       | 18        | 18    | 3     | 2          | 0          | 3     | 0     | 189      | 21       |

1. ↑  Magában foglalja az angol Football League Trophyban, illetve az angol ligakupában való pályára lépéseit is.

### A válogatottban
| Magyarország | Magyarország | Magyarország |
| Év           | Mérk.        | Gólok        |
| ------------ | ------------ | ------------ |
| 2021         | 8            | 0            |
| 2022         | —            | —            |
| 2023         | —            | —            |
| 2024         | 1            | 0            |
| Összesen     | 9            | 0            |

### Mérkőzései a válogatottban
| Magyarország | Magyarország        | Magyarország                    | Magyarország  | Magyarország | Magyarország | Magyarország    | Magyarország | Magyarország |
| #            | Dátum               | Helyszín                        | Hazai         | Eredmény     | Vendég       | Kiírás          | Gólok        | Esemény      |
| ------------ | ------------------- | ------------------------------- | ------------- | ------------ | ------------ | --------------- | ------------ | ------------ |
| 1.           | 2021. június 8.     | Budapest, Szusza Ferenc Stadion | Magyarország  | 0 – 0        | Írország     | barátságos      | -            | 88'          |
| 2.           | 2021. június 15.    | Budapest, Puskás Aréna          | Magyarország  | 0 – 3        | Portugália   | Eb-csoportkör   | -            | 77'          |
| 3.           | 2021. június 23.    | München, Allianz Arena          | Németország   | 2 – 2        | Magyarország | Eb-csoportkör   | -            | 75'          |
| 4.           | 2021. szeptember 8. | Budapest, Puskás Aréna          | Magyarország  | 2 – 1        | Andorra      | vb-selejtező    | -            | 74'          |
| 5.           | 2021. október 9.    | Budapest, Puskás Aréna          | Magyarország  | 0 – 1        | Albánia      | vb-selejtező    | -            | 59'          |
| 6.           | 2021. október 12.   | London, Wembley Stadion         | Anglia        | 1 – 1        | Magyarország | vb-selejtező    | -            | 68'          |
| 7.           | 2021. november 12.  | Budapest, Puskás Aréna          | Magyarország  | 4 – 0        | San Marino   | vb-selejtező    | -            | 57'          |
| 8.           | 2021. november 15.  | Varsó, Nemzeti Stadion          | Lengyelország | 1 – 2        | Magyarország | vb-selejtező    | -            | 43' 72'      |
| 9.           | 2024. november 19.  | Budapest, Puskás Aréna          | Magyarország  | 1 – 1        | Németország  | Nemzetek Ligája | -            | 82'          |
|              | Összesen            |                                 |               | 9            | mérkőzés     |                 | 0            | gól          |

## Sikerei, díjai
Ajax Amsterdam U17
- Holland U17 bajnok (1): 2017

### Egyéni
- Az év felfedezettje díj a RangAdó díjátadó gálán (2021)[33]